# Gastronomía de los Emiratos Árabes Unidos
La gastronomía emiratí (en árabe: المطبخ الإماراتي) es la gastronomía árabe tradicional de los Emiratos Árabes Unidos. Es muy similar a las gastronomías de los países del Golfo, tanto que a veces se suelen considerar una misma gastronomía, la gastronomía jaliyi. También comparte notables similitudes la gastronomía omaní y la saudí, así como muchas cocinas de Oriente Medio y Asia. La dieta moderna de los Emiratos Árabes Unidos (EAU) es multicultural.

## Historia

### Orígenes
El cultivo de las palmeras datileras en el área se remonta a mediados del III milenio a. C. (comúnmente conocido como período Umm Al Nar en los Emiratos Árabes Unidos), que muchas semillas de dátiles encontraron en los sitios Umm al-Nar. La presencia de piedras de moler, así como hornos de barro cocido en sitios arqueológicos indican que también se realizó el procesamiento de granos. Los estudios de restos dentales humanos que datan del tercer milenio muestran un alto nivel de desgaste que se cree debido a la masticación del pan seco.

### Historia moderna
La gastronomía que se originó en el área que consiste en los actuales Emiratos Árabes Unidos, y, anteriormente, Estados de la Tregua está influida por la gastronomía árabe de Oriente medio similar que se consume en la Península arábiga. El alimento consiste en una mezcla entre una dieta beduina, que consiste en carne y leche de camello, la dieta de los pescadores, que consiste principalmente en pescado del golfo Pérsico, y la dieta de los granjeros, que consiste principalmente en dátiles. Una combinación de las siguientes dietas, así como una mezcla de especias como la canela, el azafrán y la cúrcuma formaron la base de los platos comunes que se consumían en la región de los Estados de la Tregua y la cocina emiratí actual.
La comida tradicional de los Emiratos Árabes Unidos utiliza mucha carne, granos y productos lácteos. Las verduras son fáciles de cultivar, como los pepinos y los tomates en suelos fértiles, y tienen una fuerte presencia en la dieta. Los limones secos, llamados loomi, también son muy destacados, se visten localmente y se usan en la mayoría de los platos. Los mangos también se cultivan generalmente en los emiratos del norte en aldeas como Masafi. Las carnes utilizadas tradicionalmente son el pollo o las aves pequeñas, como las avutardas Houbara y las cabras. Como los camellos son muy apreciados por su leche y su capacidad de transporte, el consumo de carne de camello normalmente se reserva para ocasiones especiales.
Los platos suelen ser como guisos, ya que todo se cocina a menudo en una sola olla. El azafrán, el cardamomo, la cúrcuma y el tomillo son los sabores principales utilizados en la gastronomía emiratí. La introducción del arroz a la dieta se produjo cuando los comerciantes se mudaron a la región. Las hojas de los árboles indígenas, como el ghaff, también se utilizaron para rellenar aves de corral, liberando su sabor durante el proceso de cocción.
Los platos tradicionales incluyen maq'louba (مقلوبة), margugah (مرقوقة), jarisa (هريس) y majbús (مجبوس). El almuerzo en los Emiratos Árabes Unidos generalmente presentan panes como raqaq, jamir y chebab, servidos con queso, miel de dátiles o huevos. Estos se hicieron sobre una placa caliente curva, que se asemeja a una piedra, que habría sido utilizada por los beduinos. Balaleat es otro plato, pero vuelve a aparecer con los comerciantes, que introdujeron la pasta.
Las opciones dulces incluyen luqeymat, una bola frita de masa para tortitas que se enrolla en semillas de sésamo y luego se rocía con miel de dátiles. Otros postres incluyen jabís, que son migas de pan de harina mezcladas con azúcar, cardamomo y azafrán o beziza, una sémola mezclada con dátiles triturados, cardamomo y mantequilla clarificada.
Al final de la comida, es habitual que se sirva con un té rojo infundido con menta, que ayuda a la digestión. Otras tradiciones de la comida incluyen una bienvenida con fechas y qáhua (café árabe), que se ofrecen a la llegada y se mantienen disponibles durante la visita de los invitados.
La gastronomía levantina (shami) a veces se confunde con la jaleyi, pero el shawarma, el hummus, el tabbuleh y parrilla mixta, son de origen levantino y aunque tienen ciertas características similares, son adiciones bastante recientes a la dieta de los emiratíes.
Un dulce originario de los Emiratos Árabes Unidos es el chocolate Dubái, una barra de chocolate rellena de pistachos, tahini y kadaif, que se popularizó en 2024 como producto de lujo en el resto del mundo.

## Comidas y platos

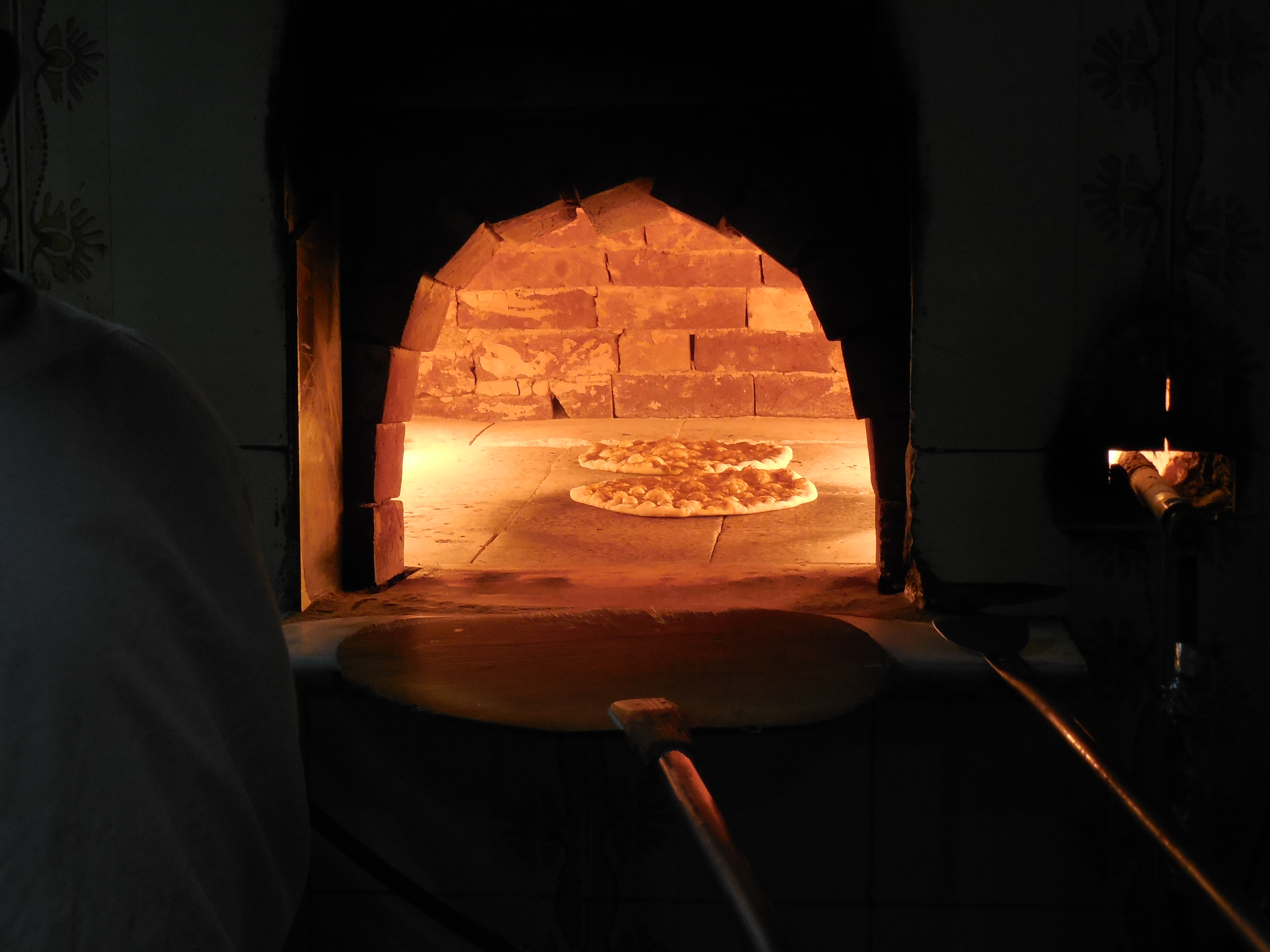
Jubz (pan plano) siendo preparado en Abu Dhabi.

Los productos del mar han sido el pilar de la dieta emiratí durante siglos. La cocina de los Emiratos Árabes Unidos es un reflejo de una gran herencia árabe y una gran exposición a las civilizaciones a lo largo del tiempo. Los musulmanes tienen prohibido comer carne de cerdo (véase: dieta en el islam), por lo que no está incluido en los menús árabes. La carne, el pescado y el arroz son los alimentos básicos de la gastronomía emiratí. Se prefiere y consume más la carne de oveja que la carne de res.
Las bebidas populares son el café y el té, que pueden complementarse con cardamomo, azafrán o menta para darle un sabor distintivo.
Los hoteles frecuentemente tienen sustitutos de carne de cerdo como salchichas de carne de res y lonchas de ternera en sus menús de desayuno. Si el cerdo está disponible, está claramente etiquetado como tal.
Generalmente, las bebidas alcohólicas solo se sirve en los restaurantes y bares del hotel (excepto en Sharjah). Todos los clubes nocturnos y clubes de golf pueden vender alcohol. Ciertos supermercados específicos pueden vender carne de cerdo, pero se venden en secciones separadas.
Los platos que forman parte de la gastronomía emiratí incluyen:
- Carne de camello
- Dátiles
- Pescados
- Kabsa
- Maqluba
- Shuwaa
- Jabís
- Harís
- Asida
- Majbús[6]
- Pan jamir
- Pan al-Jabab

## Bebidas
- Leche de camello
- Té árabe
- Laban
- Café árabe

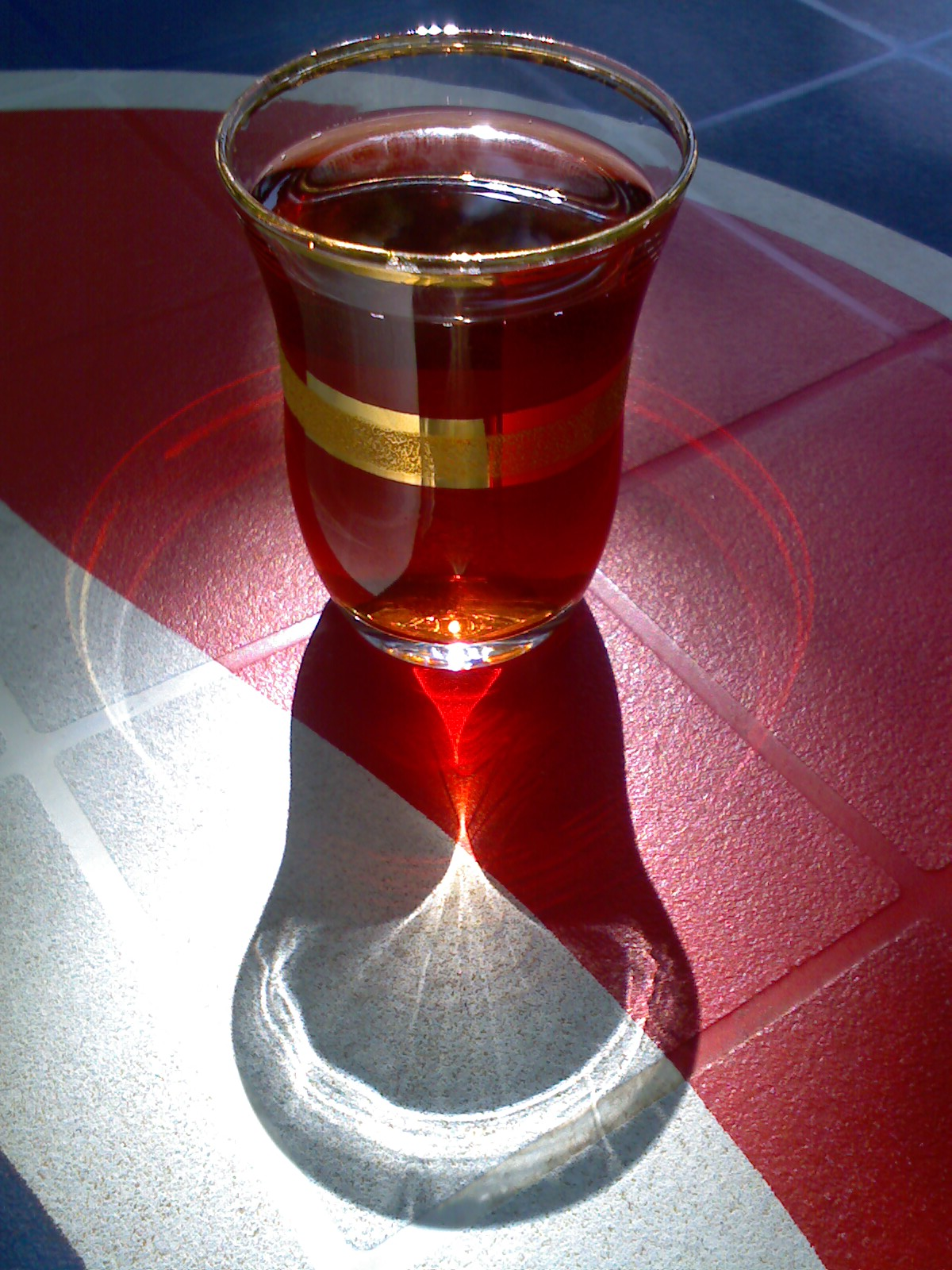
Té de árabe tradicional en el UAE

- Arak, importado por libaneses cristianos

## Acontecimientos

### Dubai Food Festival
El primer Dubai Food Festival se celebró del 21 de febrero al 15 de marzo de 2014. Según Vision Magazine, el evento tenía como objetivo mejorar y celebrar la posición de Dubái como la capital gastronómica de la región. El festival fue diseñado para mostrar la variedad de sabores y cocinas que se ofrecen en Dubái con las cocinas de más de 200 nacionalidades en el festival.